# John Kennedy (7e comte de Cassilis)
Pour les articles homonymes, voir John Kennedy (homonymie).
John Kennedy, 7e comte de Cassilis, (novembre 1653 - 23 juillet 1701) est un pair écossais. 

## Biographie
Il est le fils de John Kennedy, 6e comte de Cassilis. Il devient 9e Lord Kennedy et 7e comte de Cassilis le 22 septembre 1668. Il fait partie de la commission exerçant la fonction de trésorier d'Écosse entre 1689 et 1695. À sa mort, ses titres vont à son petit-fils, car son premier fils, Lord Kennedy, est décédé avant lui. Kennedy est un franc-maçon, appartenant à la Loge Kilwinning.

## Famille
Il épouse Susannah Hamilton, fille de James Hamilton (1er duc de Hamilton), le 26 décembre 1668. Ils ont trois enfants :
- William Kennedy, maître de Cassilis (né en 1668) ;
- John Kennedy, Lord Kennedy (ca. 1672-1700)[2], qui épouse Elizabeth Hutchinson et a un fils, John le 8e comte de Cassilis ;
- Anne Kennedy (avant 1679-1699).

Il épouse Mary Fox, le 27 février 1697 ou 1698. Ils ont trois enfants :
- James Kennedy (né en 1701 – décédé en 1759) ;
- Elizabeth Kennedy (née en 1701) ;
- Mary Kennedy (née en 1701).